# Analog Devices
Analog Devices, Inc. eller ADI er en amerikansk mikrochip-virksomhed, der er specialiseret i datakonvertering, signalbehandling og strømstyring.